# Histoire militaire du Dominion de Terre-Neuve pendant la Seconde Guerre mondiale
Lorsque la Seconde Guerre mondiale éclate, le Dominion de Terre-Neuve est un Dominion gouverné directement à partir du Royaume-Uni par l'intermédiaire de la Commission de gouvernement. Terre-Neuve étant administrée par la Commission de gouvernement et n'ayant pas de parlement fonctionnel, la déclaration de guerre britannique à l'Allemagne provoque automatiquement l'entrée en guerre de ce territoire contre l'Allemagne le 3 septembre 1939.

## Création de la milice de Terre-Neuve
La période entre les deux guerres mondiales voit de grands bouleversements politiques dans le Dominion de Terre-Neuve, entraînant la suspension du gouvernement responsable et la nomination de la Commission de gouvernement, ce qui permet à Terre-Neuve de revenir au statut de colonie de la Couronne. La présence de la marine allemande dans les eaux atlantiques menace la sécurité de la colonie, et en septembre 1939, il est décidé de lever une unité de milice de défense locale pour la défense de l'île. La milice de Terre-Neuve est chargée de garder des positions stratégiques sur l'île, y compris les cales sèches, l'approvisionnement en eau et les réserves de pétrole à Saint-Jean et la station de radio de la Newfoundland Broadcasting Company à Mount Pearl. Plus tard, ces tâches de garde sont étendues pour inclure l'entretien d'une batterie de défense côtière sur l'île Bell pour protéger les mines de minerai de fer de Wabana, ainsi que des mines et des quais dans le reste de l'île. Après la chute de la France en 1940, la position défensive de Terre-Neuve est perçue comme étant plus précaire. Cela conduit le Canada à assumer la responsabilité de la défense de Terre-Neuve avec la création de la « Force W » : diverses forces d'infanterie, d'artillerie et de garnison antiaérienne devaient être stationnées sur l'île. La milice de Terre-Neuve est immédiatement placée sous le commandement de la Force W et, éventuellement, sous le commandement d'un commandant canadien.
En plus de ses fonctions de défense d'infanterie, Terre-Neuve maintient également la 1re Coastal Defence Battery, une batterie de défense côtière sur l'île Bell pour protéger les approches de l'île où les vraquiers chargeaient le minerai de fer des mines de l'île Bell. Dans la nuit du 4 septembre 1942, l'U-513 entre dans la baie de la Conception et coule le SS Saganaga et le SS Lord Strathcona. Répondant aux navires de guerre tirant leurs canons sur une cible dans l'eau, la 1re batterie de défense côtière équipe ses canons et tente de tirer au même endroit ; cependant, le U-Boot allemand parvient à s'échapper. Ce fut la seule occasion où la 1re batterie de défense côtière tira sur une cible ennemie.

## Régiment de Terre-Neuve
Les efforts de l'armée canadienne pour étendre et former la milice aux normes professionnelles aboutissent à la re-désignation de la milice de Terre- Neuve : The Royal Newfoundland Regiment le 2 mars 1943. Le régiment reste dans un rôle de défense intérieure, mais en plus de ces fonctions, il est également chargé de former les recrues excédentaires pour les deux régiments de la Royal Artillery recrutés à Terre-Neuve pour le service outre-mer. À la fin de la Seconde Guerre mondiale, 1 668 Terre-Neuviens s'étaient enrôlés pour servir dans le Newfoundland Regiment. 17 membres de la milice ont été tués le 12 décembre 1942 lors de l'incendie de l'auberge des Chevaliers de Colomb à Saint-Jean.

## Royal Artillery Service
À partir de 1940, Terre-Neuve recrute des citoyens pour le service dans deux unités du Royal Artillery : le 57e régiment d'artillerie lourde (Terre-Neuve) et le 59e régiment d'artillerie lourde (Terre-Neuve), bien que pendant la guerre, le 57e deviendra un régiment d'artillerie de campagne et sera rebaptisé le 166e régiment d'artillerie de campagne (Terre-Neuve). Les deux unités d'artillerie sont d'abord affectées à des tâches de défense côtière en Grande-Bretagne, entraînant un arriéré de recrues à Terre-Neuve ne pouvant pas être immédiatement affectées à l'une ou l'autre des unités d'artillerie. Pour utiliser ces recrues excédentaires, le ministère de la Milice décide en 1942 d'utiliser les régiments d'artillerie comme dépôt d'entraînement et de recrutement pour les recrues d'artillerie. Ces individus s'enrôlent dans les régiments d'artillerie et sont déployés outre-mer selon les besoins. À la fin de la guerre, 820 des 1 668 membres s'étaient déployés outre-mer avec la Royal Artillery (représentant environ 20 % des engagements d'artillerie de Terre-Neuve), tandis que 447 autres artilleurs entraînés étaient à Terre-Neuve en attendant d'être transportés vers l'Europe le jour de la Victoire. En comptant les hommes toujours à Terre-Neuve, 1 267 soldats terre-neuviens ont été affectés à la Royal Artillery pendant la Seconde Guerre mondiale.

### 166erégiment d'artillerie de campagne (Terre-Neuve)

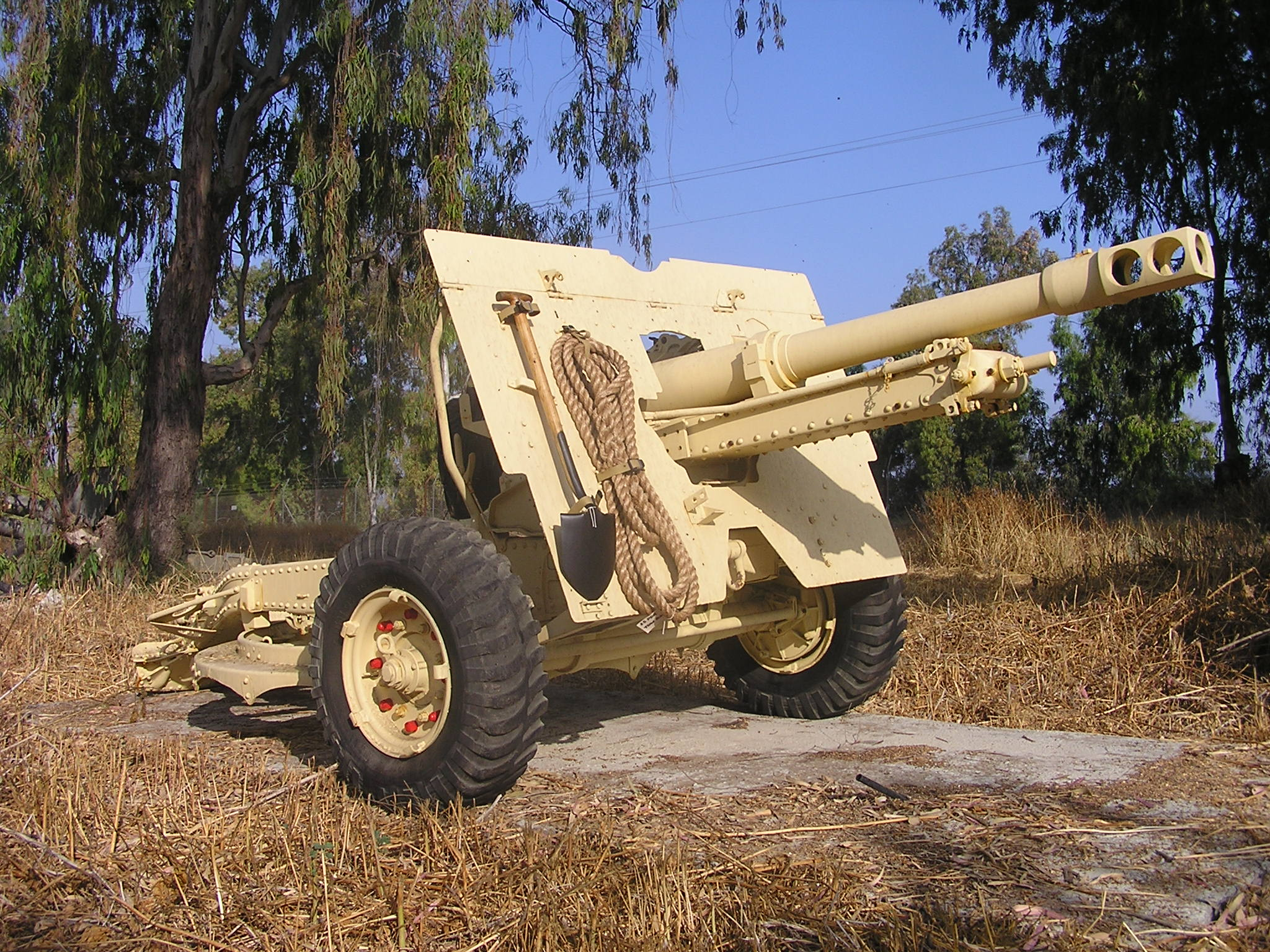
Un canon britannique de 25 livres, utilisé par le 166e régiment d'artillerie.

Le 166e régiment est déployé pour la première fois pendant la campagne d'Afrique du Nord au sein de la 1re armée britannique au cours des derniers mois des opérations en Afrique du Nord. Le régiment sert en Tunisie jusqu'à la fin de la campagne, déplorant 24 morts au combat. En Tunisie, le 166e soutenait les soldats du XIXe corps français, en particulier les Goumiers. Le régiment reste en Afrique du Nord lors de l'invasion de la Sicile, ne se déployant sur l'île qu'à la fin de la campagne. Les Terre-Neuviens sont déployés en Italie en octobre 1943 avec la 8e armée britannique, où elle reste jusqu'à la fin des hostilités en 1945. Le régiment tourne entre diverses divisions au sein de la 8e armée, y compris la 8e division indienne et la 2e division néo-zélandaise ; les Néo-Zélandais sont sous le commandement de Bernard Freyberg qui avait commandé la 88e brigade dans laquelle le Royal Newfoundland Regiment a servi pendant la Première Guerre mondiale. Pendant la campagne, le 166e participe à des actions majeures comme la bataille de Monte Cassino, et de nombreux soldats du régiment reçoivent des décorations pour bravoure. L'une de ces personnes est le capitaine Gordon Campbell Eaton, qui reçut la Croix militaire en 1943 alors qu'il servait comme officier d'observation avancé. Eaton continua à servir dans les Forces canadiennes après 1949 avec le 166e régiment réformé (RCA), et fut nommé colonel honoraire du Royal Newfoundland Regiment et reçut plus tard l'Ordre du Canada.

### 59erégiment d'artillerie lourd (Terre-Neuve)

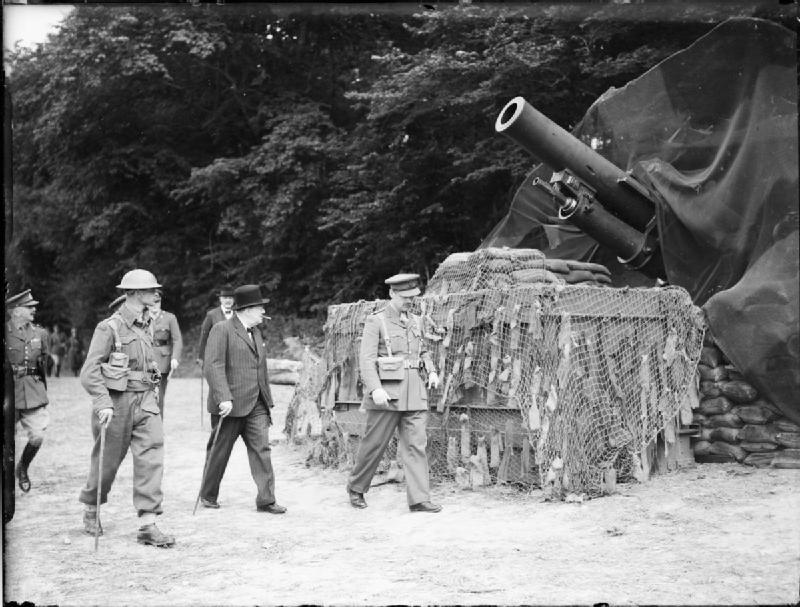
Obusiers de 9,2 pouces Mk II du régiment d'artillerie lourd, Royal Artillery.

En tant que régiment d'artillerie lourd, le 59e reste en Angleterre pour des missions de défense côtière jusqu'en 1944. En juillet, à la suite du Débarquement de Normandie, le 59e traverse la Manche et débarque le 6 juillet à Courseulles-sur-Mer où la 3e division du Canada avait débarqué un mois auparavant. Une fois en France, le 59e fait partie de l'Army Group Royal Artillery du 21e groupe d'armées britannique. L'unité entre d'abord en action pour soutenir la bataille de Caen, puis bombarde les forces allemandes dans la poche de Falaise. C'est après qu'il participe aux grandes batailles du nord-ouest de l'Europe, notamment en soutenant l'avancée du XXXe corps lors de l'opération Market Garden et en soutien des forces américaines lors de la bataille des Ardennes. Le 59e régiment met fin à la guerre en Allemagne, tirant ses derniers coups contre Hambourg le 2 mai 1945. Pendant la campagne d'Europe du Nord-Ouest, ses principaux canons l'équipant sont l'obusier de 7,2 pouces et le « Long Tom » de 155 mm de fabrication américaine.